# Stadionul Steaua
Das Stadionul Steaua (deutsch Steaua-Stadion) ist ein Fußballstadion im Stadtviertel Ghencea der rumänischen Hauptstadt Bukarest. Es wurde auf dem Grund des 1974 eingeweihten Stadionul Ghencea gebaut, welches 2018 abgerissen wurde. Es ist die neue Heimspielstätte von Steaua Bukarest. 

## Geschichte
Am 27. August 2018 fand eine Abschiedszeremonie und ein letztes, symbolisches, Spiel im Stadionul Ghencea statt. Jugendspieler des Vereins traten für zehn Minuten gegeneinander an. Das Stadionul Steaua sollte als Trainingsort für die Fußball-Europameisterschaft 2020 dienen. Am 1. September 2018 konnten Fans sich Souvenirs und Andenken aus dem alten Stadion mitnehmen. Danach folgte der Abriss des Stadions. Die neue Spielstätte der UEFA-Kategorie 4 sollte auf den doppelstöckigen Rängen 30.500 Plätze bieten. Darin enthalten waren 150 rollstuhlgerechte Plätze plus 150 für deren Begleiter. Des Weiteren sollte es 150 Plätze für Menschen mit anderen Einschränkungen und 78 Plätze für die Begleiter geben. Das Stadion sollte die Form eines Sterns, Teil des Vereinswappens, haben und 301,77 Mio. RON (etwa 66,3 Mio. Euro) kosten. Am 22. März 2015 fand das letzte Spiel im Stadionul Ghencea statt. Ab dem 29. August 2018 wurde es abgerissen.
2019 wurde ein neuer, vereinfachter Entwurf veröffentlicht. Die Sternform wurde durch einen rechteckigen Bau mit offener Fassade in dünnen Säulen, ähnlich dem neuen Europa-Park-Stadion in Freiburg im Breisgau, ersetzt. Es sollte die Bauarbeiten beschleunigen, um zur EM 2020 fertig zu werden. Die Besucherkapazität stieg geringfügig von 30.500 auf 31.254. Die Errichtung der öffentlich finanzierten Sportanlage begann im Frühjahr 2019. Im Oktober des Jahres wurde eine deutliche Steigerung der Baukosten bekannt. Statt der ursprünglich veranschlagten 66.347.523 Mio. Euro stiegen sie auf 94.672.020 Mio. Euro. Im Juni 2020 ging der von Constructii Erbasu, Terragaz Construct und Concelexin errichtete Bau seiner Fertigstellung entgegen. Das Dach, der in Weiß gehaltenen Fußballarena, ist gedeckt, die Videoanzeigetafeln waren unter dem Dach aufgehängt und die verschiedenfarbigen Kunststoffsitze wurden bunt auf den Rängen montiert. Der Innenausbau war noch zu bewerkstelligen und das Spielfeld aus Hybridrasen fehlte noch. Es wird eine Rasenheizung sowie eine Be- und Entwässerungsanlage erhalten. Im Stadion wird es V.I.P.-Logen, Restaurants, 24 Unterkünfte für Spieler, Geschäfte, Büroräume, ein Fitnessstudio, ein Vereinsmuseum von Steaua und einen Bereich für Journalisten geben. Um das Stadionul Steaua sollen 507 Parkplätze bereitstehen. Die Namen der Steaua-Spieler, die den Europapokal der Landesmeister 1985/86 gewannen, werden außen am Stadion verewigt. Die Spielstätte war als Trainingsort für die, wegen der COVID-19-Pandemie auf 2021 verschobene, Fußball-Europameisterschaft vorgesehen.
Nach Medienberichten sollte das Stadion im Frühjahr 2021 eröffnet werden. Die erste Partie war für den 9. April 2021 geplant, dies wäre genau 47 Jahre nach der Einweihung des Stadionul Ghencea am 9. April 1974 gewesen. Mit rund drei Monaten Verspätung wurde das neue Stadion mit eingebauten Hotel, Vereinsmuseum und 573 unterirdischen Parkplätzen am 7. Juli eröffnet. Steaua Bukarest traf auf den OFK Belgrad, der schon der erste Gegner im alten Stadion 1974 war. Damals endete das Spiel mit 2:2. Steaua gewann die Partie mit 6:0. Bei der Eröffnung wurde Vereinslegende Marius Lăcătuș geehrt. Seine Trikotnummer 7 wird beim CSA Steaua nicht mehr vergeben.